# Lijst van voetbalinterlands Azerbeidzjan - Litouwen (vrouwen)
Deze lijst van voetbalinterlands is een overzicht van alle officiële voetbalinterlands tussen de nationale vrouwenteams van Azerbeidzjan en Litouwen. De landen hebben tot nu toe vier keer tegen elkaar gespeeld.

## Wedstrijden
| № | Plaats   | Datum         | Competitie                       | Wedstrijd               | Uitslag |
| - | -------- | ------------- | -------------------------------- | ----------------------- | ------- |
| 1 | Bakoe    | 30 april 2008 | Vriendschappelijk                | Azerbeidzjan − Litouwen | 2 − 1   |
| 2 | Šiauliai | 17 juli 2009  | Vriendschappelijk                | Litouwen − Azerbeidzjan | 0 − 0   |
| 3 | Vilnius  | 4 april 2025  | UEFA Women's Nations League 2025 | Litouwen − Azerbeidzjan | 0 − 2   |
| 4 | Bakoe    | 30 mei 2025   | UEFA Women's Nations League 2025 | Azerbeidzjan − Litouwen | 0 − 5   |

## Samenvatting
| Competitie                  | Totaal gespeeld | Winst Azerbeidzjan | Gelijk | Winst Litouwen | Doelsaldo Azerbeidzjan – Litouwen |
| --------------------------- | --------------- | ------------------ | ------ | -------------- | --------------------------------- |
| UEFA Women's Nations League | 2               | 1                  | 0      | 1              | 2 − 5                             |
| Vriendschappelijk           | 2               | 1                  | 1      | 0              | 2 − 1                             |
| Totaal                      | 4               | 2                  | 1      | 1              | 4 − 6                             |